# Agoniates
Agoniates is een geslacht van straalvinnige vissen uit de familie van de karperzalmen (Characidae).

## Soorten
- Agoniates anchovia Eigenmann, 1914
- Agoniates halecinus Müller & Troschel, 1845